# Real Casa de la Moneda de Sevilla

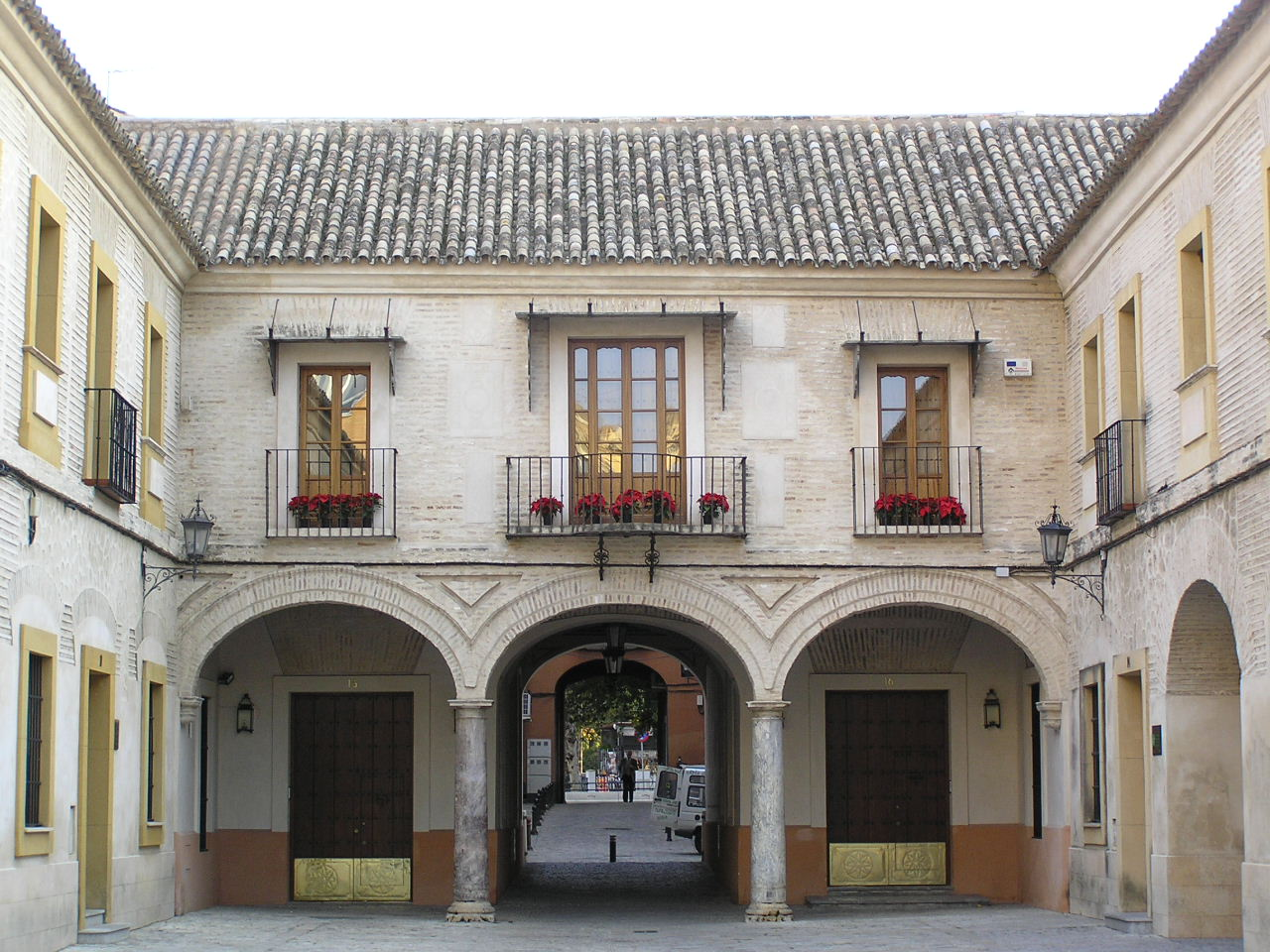
Antiguo patio de los Mercaderes

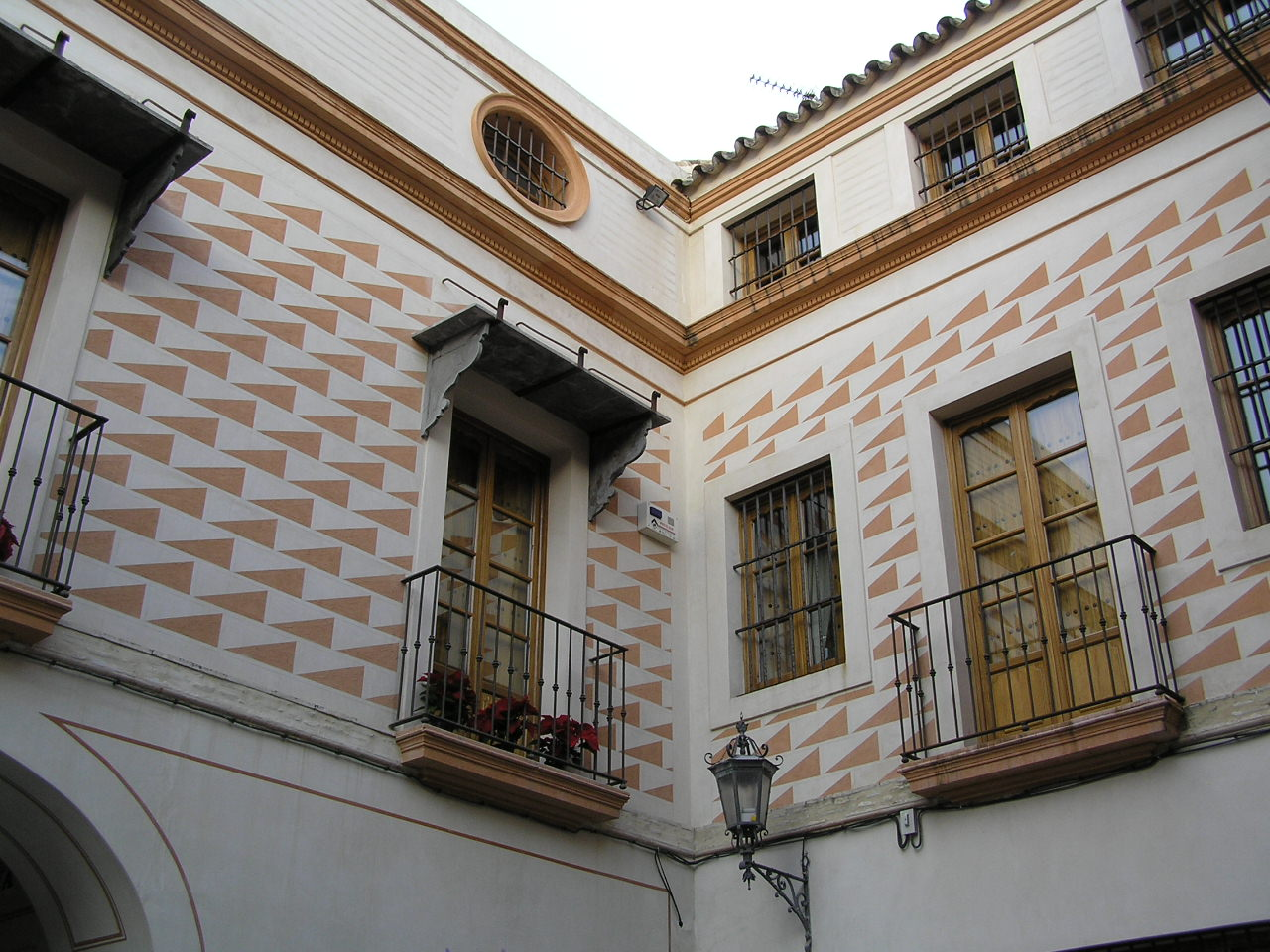
Calle interior del recinto.

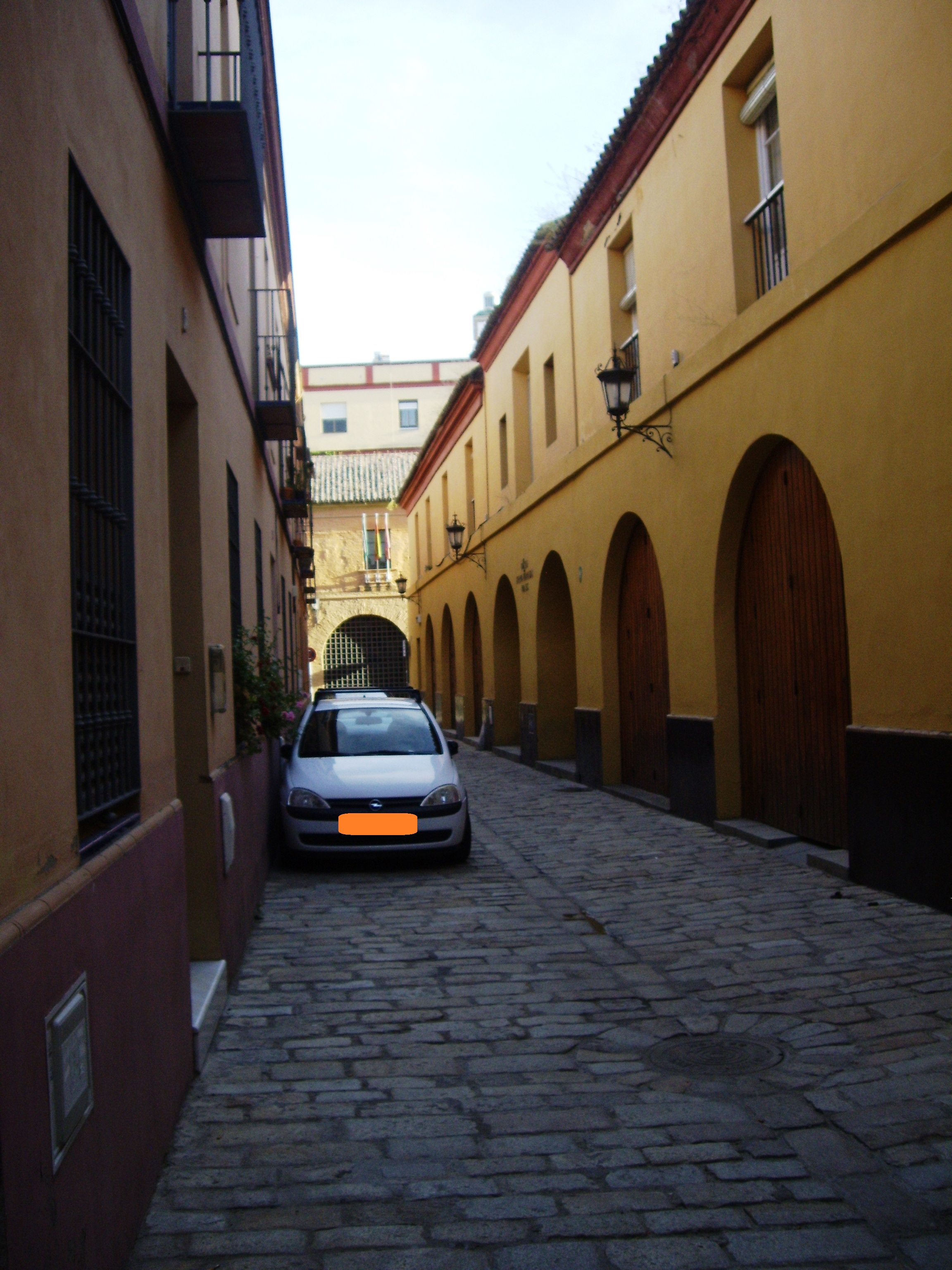
Una calle del interior de la Casa de la Moneda.

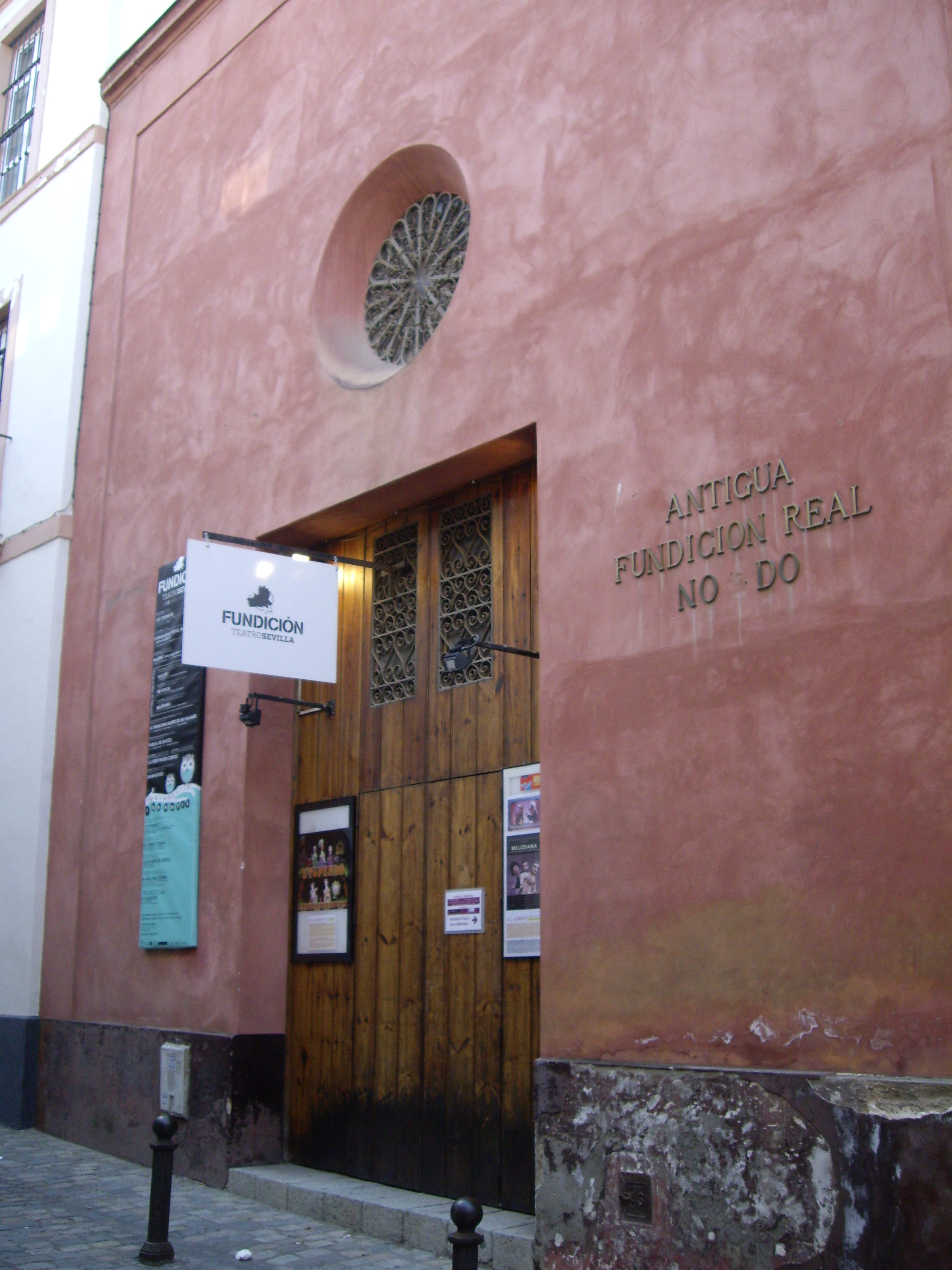
Fundición, convertida en teatro desde 1999.

La Real Casa de la Moneda de Sevilla fue construida en el siglo XVI y reformada en el siglo XVIII. Cesó su actividad como ceca en la segunda mitad del siglo XIX.

## Antecedentes
En excavaciones en la Cuesta del Rosario de Sevilla se encontraron monedas de la etapa cartaginesa. Según algunos historiadores las primeras acuñaciones de monedas en la ciudad tuvieron lugar en tiempos de Julio César. Sin embargo, la mayoría cree que esto ocurrió entre los años 15 y 14 a. C., en la época de Augusto. Lo que es seguro, es que en la época de Tiberio la ciudad de Sevilla, conocida como Colonia Rómula Híspalis, ya contaba con talleres de acuñación.
Se acuñó moneda con los romanos y los bizantinos, produciéndose luego un parón en la acuñación de moneda en la urbe hasta los tiempos del rey visigodo Leovigildo, en que se reanudó.
La labor de acuñación continuó en la etapa musulmana.
Según la Crónica de Alfonso X, este rey mandó retirar los pepiones y mandó labrar nuevos dineros burgaleses, lo que encareció el coste de la vida. En la Baja Edad Media la Casa de la Moneda probablemente se encontraba por donde entraba el agua de los Caños de Carmona en el Real Alcázar de Sevilla, es decir, en el entorno de la calle Agua del barrio Santa Cruz.

## Historia
En 1503 los Reyes Católicos situaron en Sevilla la Casa de la Contratación de Indias, convirtiendo a esta ciudad en centro del comercio con estos territorios y en el lugar donde se amonedaba el oro y la plata provenientes del Nuevo Mundo. En 1504 los Reyes Católicos trasladaron la Casa de la Moneda a un lugar entre el río y el Alcázar.
La cantidad de metales preciosos convertidos en monedas era tan grande que en no pocas ocasiones se generaron crisis por hiperinflación.
En 1583 comenzó a construirse una Casa Lonja para los cargadores a Indias (actual Archivo General de Indias) en la parcela donde estaban el Hospital de las Tablas, las Herrerías del Rey y la Casa de la Moneda.
Felipe II comunicó, a través de su consejero Juan de Ibarra y Mallea, que la Casa de la Moneda debía trasladarse temporalmente a un patio del Alcázar.
El lugar escogido para la nueva Casa de la Moneda fue las Atarazanas de los Caballeros, un terreno propiedad del Alcázar que contaba con varias viviendas y una huerta.
Melchor del Alcázar, alcaide del Alcázar, y Juan de Minjares, maestro mayor, se desplazaron a los terrenos para ver lo construido e hicieron un plano con lo que se debía de construir. En abril de 1585 se comenzó la construcción. Las obras finalizaron en noviembre de 1587.
El complejo del siglo XVI tenía un acceso por el este desde el cual se accedía a una calle con las hornazas de los mercaderes a ambos lados. Tras esto, girando a la derecha por un pasaje cubierto, se accedía a un patio rodeado de hornazas de capataces. En las instalaciones de la Casa de la Moneda tenían sus viviendas el tesorero, el ensayador y el fundidor. En el sur del conjunto estaba la fundición.
En 1584 se terminaron de construir otras Herrerías Reales.
En 1594 se arrendó en el entorno un corral de vecinos y las herrerías a Rodrigo de Segovia. El corral de Segovia tenía la Torre de la Plata al noroeste. En 1599 murió Rodrigo de Segovia, traspasándose el alquiler del corral y de las herrerías a Roberto Marselles. Entre 1616 y 1618 se reconstruyó el corral de las Herrerías (antiguo corral de Segovia) con planos de Vermondo Resta.
En 1627 se dispuso la construcción de una tapia de ladrillo junto a la fundición. Entre 1689 y 1700 se construyeron molinos en el patio de los capataces. En 1728 se arreglaron las conducciones que llevaban agua a la Casa de la Moneda desde el Alcázar.
En 1734, por real orden, se encargó reparar la muralla que protegía la Casa de la Moneda. Las obras fueron realizadas por el albañil Juan Rodríguez y finalizaron en 1735.
El terremoto del 1 de noviembre de 1755 dejó en ruinas buena parte de la Casa de la Moneda. En enero de 1758 sufrió una inundación, tras la cual se tuvo que llevar a cabo labores de construcción y limpieza del edificio, así como la limpieza de la plata que se estaba acuñando. También hubo que limpiar y componer las pesas de la balanza. Estas tareas terminaron en febrero del mismo año.
Tras las catástrofes sufridas, se decidió reconstruir el edificio y aumentar su capacidad de producción. Las obras se pusieron a cargo del ingeniero militar Sebastián Van der Borcht, que antes había construido la Real Fábrica de Tabacos.
Lo primero que se hizo fue aumentar el nivel de la planta, para evitar nuevas inundaciones.
Se encargó al maestro alarife Francisco Muñoz y al maestro carpintero Bartolomé del Mármol que hicieran una relación de las obras que se debían realizar en las oficinas de labores y en los cuartos y que dieran un presupuesto. El presupuesto fue de 40 660 reales de vellón, que fue aprobado por la Real Junta General de Comercio y Moneda en agosto de 1762. Estas obras finalizaron en octubre de 1764.
Las obras de la fachada fueron adjudicadas en 1761 por el superintendente José Lasso y el ingeniero Sebastián Van der Borcht a los canteros Miguel Llorente y Miguel Losilla, por un precio de 7400 reales. Estos emplearon piedra de las canteras reales de Morón. Van Der Borcht tuvo se trasladó a Cádiz una temporada, quedando a cargo de las obras de la fachada el ingeniero Miguel Jarama. La portada principal tenía un escudo real que fue dorado por Francisco de Figueroa. En agosto de 1763 Van der Borcht escribió al marqués de Esquilache que las obras de la fachada habían terminado "con la solidez y hermosura correspondiente y celebrada de todos por su buena vista, tan correspondiente a la Real Casa".
Las oficinas de fundación de oro y plata, que habían sido reparadas en 1763, fueron hechas de nuevo en 1767. En 1768 el sobrestante Juan Manuel de Ybarra y el maestro alarife Antonio Talabán repararon la oficina de hileras, recochos y la techumbre de la escalera que subía a los molinos.
El 11 de noviembre de 1769 un rayo destruyó paredes de la fundición y parte de la escalera de un cuarto que había junto a ella, todo lo cual debió ser reparado.
La cañería que conducía agua a la Casa de la Moneda se rompió en 1771 y debió ser reparada.
En 1771 el maestro alarife Antonio Talabán se encargó de picar las paredes y enlucirlas de nuevo.
Pese a haber subido el nivel de la planta de la Casa de la Moneda, el complejo volvió a inundarse en 1784 y en 1786.
La Casa de la Moneda cesó sus labores como ceca el 30 de junio de 1869. Posteriormente, pasó a tener usos residenciales. El propietario Manuel Marañón Martínez mandó reconstruir una fachada entre el pabellón de acceso a la Casa de la Moneda y la calle del Carbón (actual calle Santander), obra realizada por el arquitecto José Espiau de la Coba entre 1879 y 1880.
Desde el número 2 hasta el 10 de la actual calle Joaquín Hazañas todo era también propiedad de Manuel Marañón Martínez, que a finales del siglo XIX alegaba que había un "castillo" adosado a la portada que también era suyo. En el siglo XXI se descubrió inserta en el complejo y cerca de la portada una torre almohade, bautizada por algunos como Torre del Bronce.
Entre 1892 y 1894 el arquitecto José Gómez Otero intervino en la zona noreste. Entre otras cosas, sustituyó el escudo real de la portada por un balcón.
Entre 1944 y 1945 el arquitecto Alberto Balbotín Orta intervino en los inmuebles número 1 y 3 de la calle Santander para la instalación de la sede de dos periódicos.
En una de las viviendas del complejo, la calle Güines número 6, nació y vivió el cantaor Francisco de Asís Palacios Ortega, alias El Pali, un 22 de mayo de 1928. La vivienda tiene una placa conmemorativa.
En la fundición se inauguró en 1999 un teatro.